# Winsome Games
 (juin 2025).
Motif : Où sont les sources permettant de démontrer l'admissibilité de cet éditeur ?
- Archive Wikiwix
- Bing
- Cairn
- DuckDuckGo
- E. Universalis
- Gallica
- Google
- G. Books
- G. News
- G. Scholar
- Persée
- Qwant
- (zh) Baidu
- (ru) Yandex
- (wd) trouver des œuvres sur Wikidata

| 1. | Préciser le motif de la pose du bandeau. | Précisez le motif de la pose du bandeau en utilisant la syntaxe suivante : {{admissibilité à vérifier\|date=juin 2025\|motif=remplacez ce texte par le motif}}                     |
| 2. | Informer les utilisateurs concernés.     | Pensez à avertir le créateur de l'article, par exemple, en insérant le code ci-dessous sur sa page de discussion : {{subst:avertissement admissibilité à vérifier\|Winsome Games}} |

Winsome Games est un éditeur de jeux de société basé à Pittsburgh aux États-Unis. Sa grande et unique spécialité est le jeu de  chemin de fer.

## Quelques jeux édités
- Iron Road, 2001, Franz-Benno Delonge
- Age of Steam, 2002, Martin Wallace
- InterUrban, 2003, Michael Schacht